# Luciano Paolucci Bedini
Mons. Luciano Paolucci Bedini (* 30. srpna 1968 Jesi) je italský římskokatolický duchovní a biskup.

## Život
Narodil se 30. srpna 1968 v Jasi.
Vstoupil do Papežského regionálního semináře Pia XI. ve Fano. Po získání bakalářského titulu z teologie pokračoval na Papežskou salesiánskou univerzitu v Římě, kde obdržel licenciát z pastorální teologie. Dne 24. září 1994 jej arcibiskup Franco Festorazzi vysvětil na jáhna a 30. září 1995 na kněze. Byl inkardinován do arcidiecéze Ancona-Osimo. Byl jmenován ředitelem katechetického úřadu arcidiecéze a roku 2003 celého regionu. Od roku 2004 působil jako vicerektor Papežského regionálního semináře v Anconě.
Dne 29. září 2017 jej papež František jmenoval biskupem Gubbia. Biskupské svěcení přijal 3. prosince 2017 z rukou kardinála Edoarda Menichelliho a spolusvětiteli byli kardinál Gualtiero Bassetti a biskup Mario Ceccobelli.
Dne 7. května 2022 byla diecéze Gubbio a diecéze Città di Castello spojena in persona episcopi. Od stejného dne se stal biskupem i druhé diecéze.